# Výchova k volbě povolání
Výchova k volbě povolání je cílevědomý proces záměrného formování osobnosti jedince tak, aby byl schopen zvolit si povolání, které odpovídá jeho zájmům, schopnostem a zdravotnímu stavu.
Volba povolání je složitý proces, při kterém se uplatňují zejména následující faktory: vzor v rodině, přání rodičů, zájem o obor, pozdější uplatnění či finanční ohodnocení.